# Scytodes luteola
Scytodes luteola är en spindelart som beskrevs av Simon 1893. Scytodes luteola ingår i släktet Scytodes och familjen spottspindlar.
Artens utbredningsområde är Venezuela. Inga underarter finns listade i Catalogue of Life.